# Quilombhoje
Quilombhoje é um coletivo cultural e uma editora de São Paulo, responsável pela publicação da série Cadernos Negros.

## Histórico
Em 1978, a Federação das Entidades Negras do Estado de São Paulo - FEABESP, com sede no CECAN (Centro de Cultura e Arte Negra) promoveu a primeira edição do Festival Comunitário Negro Zumbi, realizado na cidade de Araraquara, SP, onde foi lançado o primeiro volume da série Cadernos Negros, criada por Cuti e Hugo Ferreira. Este trazia poemas de Henrique Cunha, Angela Lopes Galvão, Eduardo de Oliveira, Hugo Ferreira da Silva, Célia Aparecida Pereira, Jamu Minka, Oswaldo de Camargo e Cuti. No ano seguinte, o segundo volume reuniu contos escritos por Abelardo Rodrigues, Aristides Barbosa, Aristides Theodoro, Henrique Cunha Jr, Cuti, Ivair Augusto Alves dos Santos, José Alberto, Maga, Neusa Maria Pereira, Odacir de Mattos, Paulo Colina e Sônia
Discussões geradas em torno da série Cadernos Negros levaram à criação do Quilombhoje, em 1980, pelos escritores Cuti, Oswaldo de Camargo, Abelardo Rodrigues, Paulo Colina e Mario Jorge Lescano.  A função do grupo era realizar discussões literárias e rodas de poemas. Posteriormente, outros escritores e escritoras se associaram ao grupo, em nova configuração, com apenas um remanescente do grupo inicial: Cuti. Os novos escritores e escritoras: Esmeralda Ribeiro, Jamu Minka, José Alberto, Márcio Barbosa, Miriam Alves, Oubi Inaê Kibuko, Sônia Fátima da Conceição, Vera Lúcia Alves e Abílio Ferreira. O Quilombhoje passou a editar os Cadernos Negros, a partir de 1983. Até esta data a responsabilidade da edição era o do escritor Cuti, com a colaboração de todos os demais autores de cada volume da série.

## Cadernos Negros
Os Cadernos são antologias publicadas anualmente desde 1978, alternando-se entre os gêneros poesia (nos anos pares) e conto (nos anos ímpares).